# Вашингтонський саміт НАТО 1978

Карта членів НАТО

Вашингтонський саміт 1978 (англ. 1978 Washington summit) — зустріч на вищому рівні глав держав і урядів країн-членів НАТО, яка відбувалася протягом 30-31 травня 1978 року. На ній було переглянуто проміжні результати довгострокових ініціатив, початих у 1977 році в Лондоні, ухвалено зростання витрат на оборону на 3%.